# Ambloplites rupestris
Az Ambloplites rupestris a sugarasúszójú halak (Actinopterygii) osztályának sügéralakúak (Perciformes) rendjébe, ezen belül a díszsügérfélék (Centrarchidae) családjába tartozó faj.
Nemének a típusfaja.

## Előfordulása
Az Ambloplites rupestris előfordulási területe Észak-Amerikában van. A következő vizekben található meg: Szent Lőrinc-folyó, Nagy-tavak, a Vörös-folyó és Mississippi folyórendszer, délen egészen Észak-Alabamáig és -Georgiáig. Kanadában Saskatchewantól Québecig lelhető fel. Az ember betelepítette Európába.

## Megjelenése
Ez a hal általában 15,4 centiméter hosszú, azonban 43 centiméteresre és 1,4 kilogrammosra is megnőhet. A hátúszóján 10-13 tüske és 11-13 sugár van, míg a farok alatti úszóján 5-7 tüske és 9-11 sugár látható. 29-32 csigolyája van.

## Életmódja
Mérsékelt övi és szubtrópusi, édesvízi halfaj, amely a mederfenék közelében él. A 10-29 Celsius-fok közötti vízhőmérsékletet és a 7 pH értékű vizet kedveli. A sekély vizű, kavicsos területeket részesíti előnyben. Rákokkal, rovarokkal és kisebb halakkal táplálkozik.
Legfeljebb 18 évig él.

## Szaporodása
Az ikrát és az ivadékot körülbelül 14 napon keresztül a hím őrzi. A hím által készített mélyedésbe több nőstény is lerakhatja ikráit.

## Felhasználása
Ezt a halat, csak kis mértékben halásszák és tenyésztik. Főleg városi akváriumokban látható. A sporthorgászok is kedvelik.

## Képek

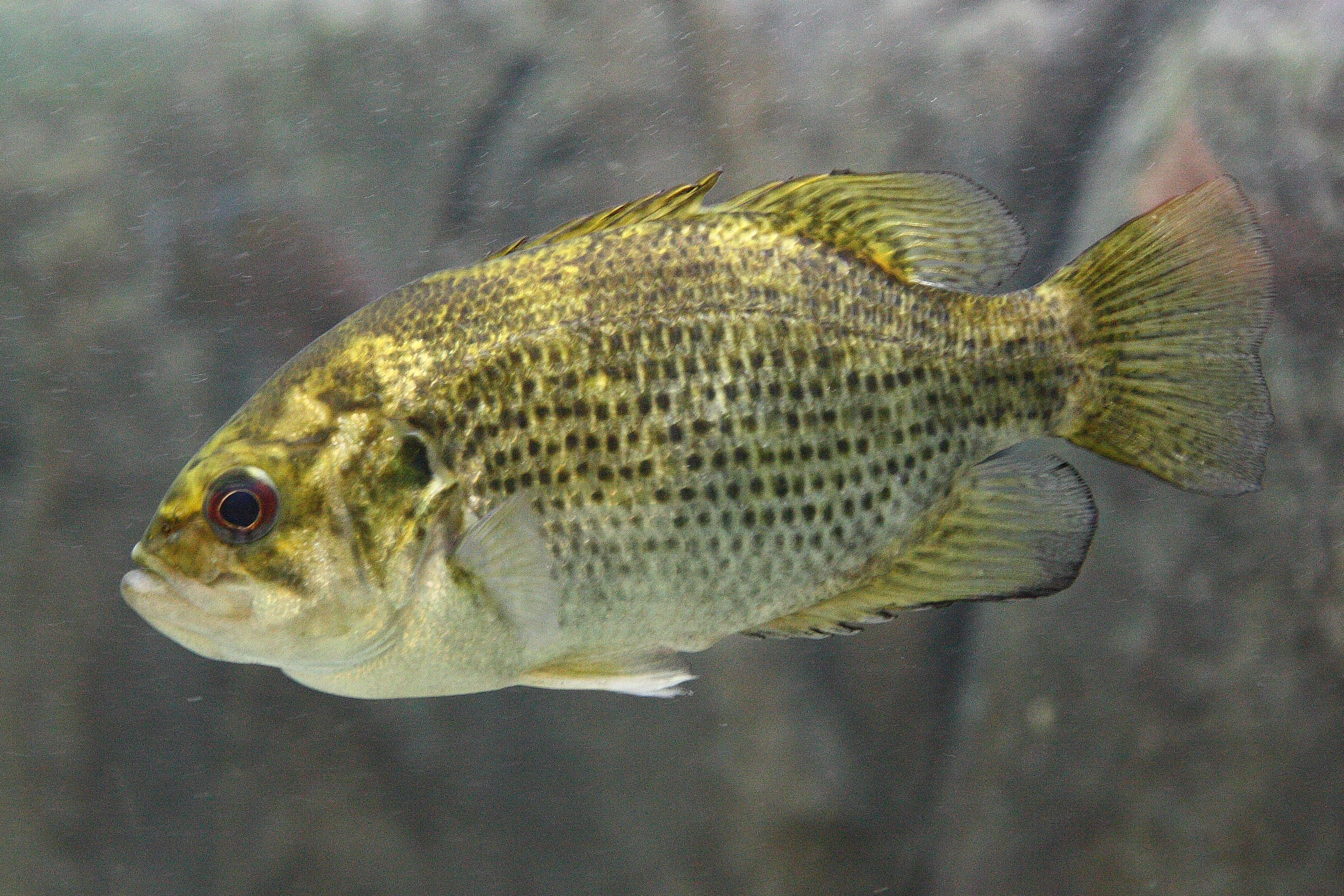
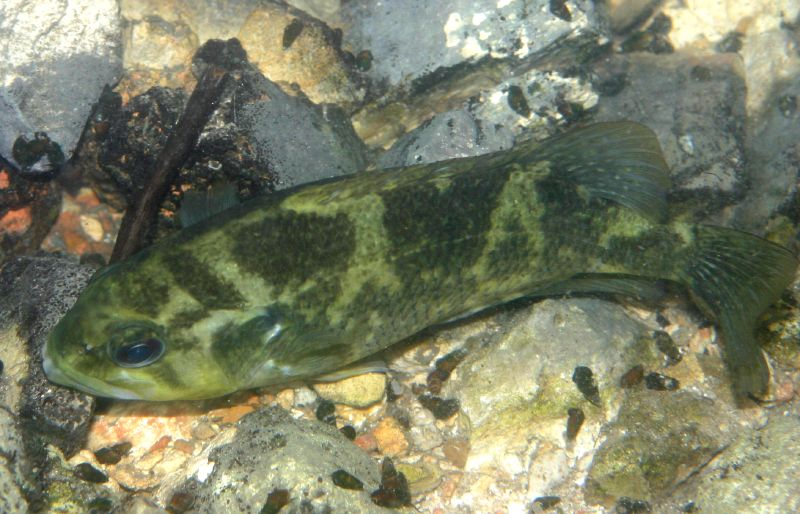
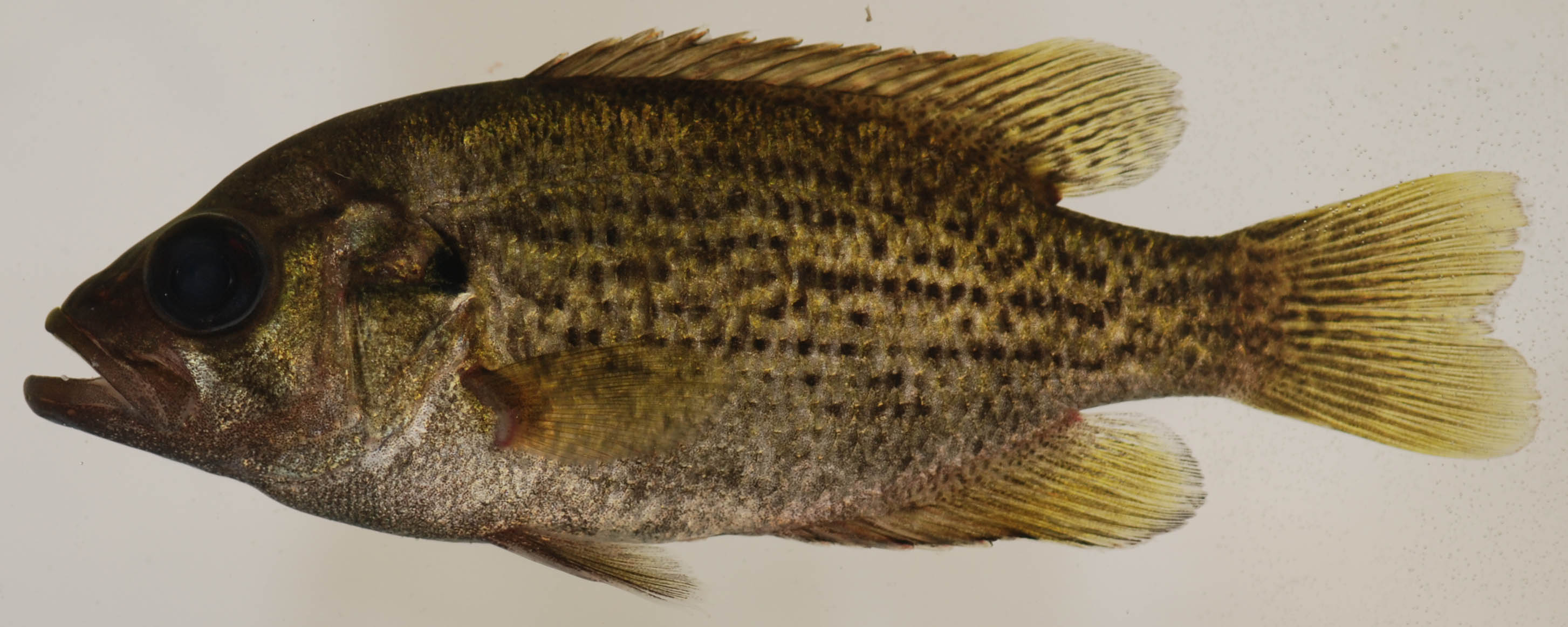
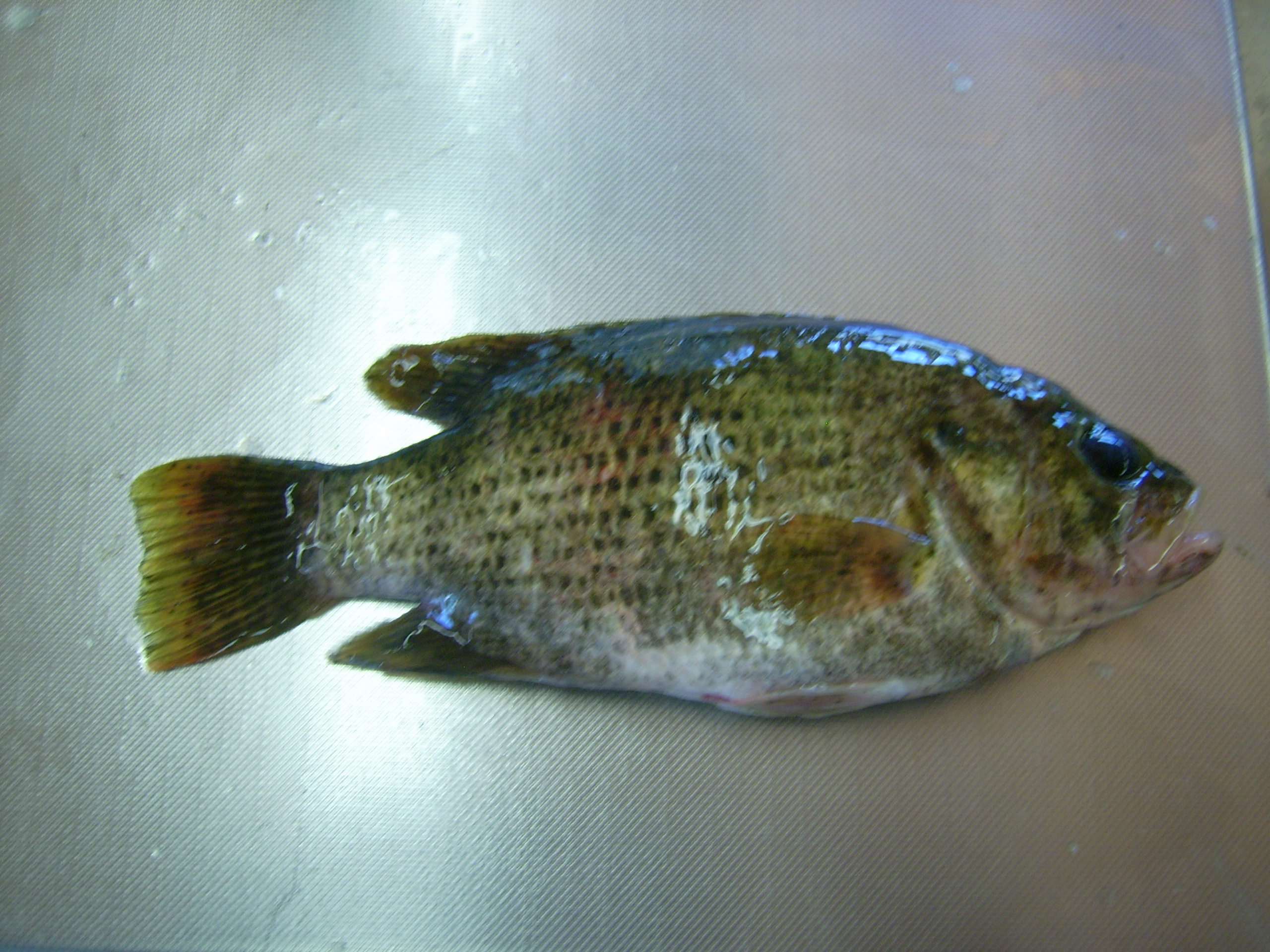